# فاوستو بابيتي
فاوستو بابيتي (28 يناير 1923 في فيجيو - 15 يونيو 1999 في سانريمو) كان عازف ساكسفون إيطالي.

## وصلات خارجية
- فاوستو بابيتي على موقع IMDb (الإنجليزية)
- فاوستو بابيتي على موقع ميوزك برينز (الإنجليزية)
- فاوستو بابيتي على موقع قاعدة بيانات الأفلام السويدية (السويدية)
- فاوستو بابيتي على موقع ديسكوغز (الإنجليزية)
- فاوستو بابيتي على موقع ديسكوغز (الإنجليزية)